# F3 spagnola 2008
La stagione 2008 della F3 spagnola fu l'ottava della serie. Iniziò il 3 maggio per terminare il 2 novembre. La serie venne vinta dal pilota spagnolo Germán Sánchez, con due punti di margine sul secondo, Nelson Panciatici.
Il titolo principale è deciso a favore di Sánchez, e quello della Copa all'elvetica Natacha Gachnang, solo al termine di una controversia. Panciatici fu  squalificato per l'uso di un nastro adesivo sull'alettone della vettura, pur il suo team affermando che ciò non modificava il comportamento della vettura.

## Piloti e team
| Team                     | Telaio       | No | Pilota              | Classe | Weekend di Gare |
| ------------------------ | ------------ | -- | ------------------- | ------ | --------------- |
| Escuderia TEC-Auto       | Dallara F308 | 1  | Bruno Méndez        | A      | Tutti           |
| Escuderia TEC-Auto       | Dallara F308 | 2  | Víctor García       | A      | 1–5             |
| Escuderia TEC-Auto       | Dallara F308 | 14 | Gustavo Yacamán     | A      | 1–7             |
| Escuderia TEC-Auto       | Dallara F308 | 14 | Roberto Merhi       | A      | 9               |
| Escuderia TEC-Auto       | Dallara F306 | 16 | Toño Fernández      | C      | 1–8             |
| Escuderia TEC-Auto       | Dallara F306 | 16 | Marcos Martínez     | C      | 9               |
| Campos F3 Racing         | Dallara F308 | 3  | Adrián Campos Jr.   | A      | Tutti           |
| Campos F3 Racing         | Dallara F308 | 4  | Germán Sánchez      | A      | Tutti           |
| Campos F3 Racing         | Dallara F306 | 17 | Carmen Jordá        | C      | Tutti           |
| Campos F3 Racing         | Dallara F306 | 18 | Natacha Gachnang    | C      | Tutti           |
| GTA Motor Competición    | Dallara F308 | 6  | Jaime Alguersuari   | A      | 1, 4, 6–7       |
| GTA Motor Competición    | Dallara F308 | 6  | Edoardo Piscopo     | A      | 2               |
| GTA Motor Competición    | Dallara F308 | 6  | Roberto Merhi       | A      | 5               |
| GTA Motor Competición    | Dallara F308 | 6  | Augusto Scalbi      | A      | 9               |
| GTA Motor Competición    | Dallara F306 | 21 | Jimmy Auby          | C      | Tutti           |
| GTA Motor Competición    | Dallara F306 | 27 | Nil Montserrat      | C      | 1–4             |
| emiliodevillota.com      | Dallara F308 | 6  | Alex Waters         | A      | 3               |
| emiliodevillota.com      | Dallara F308 | 7  | Will Bratt          | A      | Tutte           |
| emiliodevillota.com      | Dallara F306 | 13 | Gustavo Yacamán     | C      | 8–9             |
| emiliodevillota.com      | Dallara F306 | 22 | Cástor Benítez      | C      | 1–3, 5, 7       |
| emiliodevillota.com      | Dallara F306 | 22 | Alex Waters         | C      | 4               |
| emiliodevillota.com      | Dallara F306 | 22 | Máximo Cortés       | C      | 6               |
| emiliodevillota.com      | Dallara F306 | 22 | Isaac López Navarro | C      | 8–9             |
| Novo Team ECA            | Dallara F308 | 8  | José Luis Abadín    | A      | 1–6             |
| Novo Team ECA            | Dallara F306 | 23 | José Luis Ituarte   | C      | 1–7             |
| Meycom                   | Dallara F308 | 9  | Alejandro Núñez     | A      | 1               |
| Meycom                   | Dallara F308 | 9  | Celso Míguez        | A      | 2–9             |
| Cetea Sport              | Dallara F308 | 10 | Sergio Canamasas    | A      | 1–2, 4–9        |
| Cetea Sport              | Dallara F306 | 25 | Toni Rubiejo        | C      | 1–2, 5          |
| RP Motorsport            | Dallara F308 | 2  | Víctor García       | A      | 6–9             |
| RP Motorsport            | Dallara F308 | 11 | Nicola de Marco     | A      | Tutti           |
| RP Motorsport            | Dallara F308 | 15 | David Fumanelli     | A      | 6–7             |
| RP Motorsport            | Dallara F306 | 24 | Xavi Barrio         | C      | 1–3             |
| RP Motorsport            | Dallara F306 | 24 | Augusto Scalbi      | C      | 4–5             |
| RP Motorsport            | Dallara F306 | 24 | Stefano Bizzarri    | C      | 6–9             |
| Team West-Tec            | Dallara F306 | 19 | Alex Waters         | C      | 1–2             |
| Team West-Tec            | Dallara F306 | 88 | Christian Ebbesvik  | C      | 1–2             |
| Team West-Tec            | Dallara F308 | 88 | Christian Ebbesvik  | A      | 3–9             |
| Team West-Tec            | Dallara F306 | 55 | Qinghua Ma          | C      | 4–9             |
| Team West-Tec            | Dallara F300 | 58 | Francisco Villar    | C      | 1–2             |
| Team West-Tec            | Dallara F306 | 58 | Francisco Villar    | C      | 3–9             |
| Team West-Tec            | Dallara F300 | 85 | Jonathan Legris     | C      | Tutti           |
| Sammy & Zoy              | Dallara F306 | 26 | Samuel Checa        | C      | 1, 3–5          |
| Q8 Oils Hache Team       | Dallara F306 | 28 | José Alonso Liste   | C      | Tutti           |
| Q8 Oils Hache Team       | Dallara F306 | 29 | Nelson Panciatici   | C      | Tutti           |
| Q8 Oils Hache Team       | Dallara F306 | 30 | Edgar Fernández     | C      | Tutti           |
| Llusiá Racing            | Dallara F306 | 31 | Pedro Quesada       | C      | 1–3             |
| Llusiá Racing            | Dallara F306 | 31 | Roberto Merhi       | C      | 4               |
| Llusiá Racing            | Dallara F306 | 32 | Xavi Barrio         | C      | 4               |
| Llusiá Racing            | Dallara F306 | 32 | Richard Campollo    | C      | 5               |
| Victoria Racing Team Sur | Dallara F300 | 38 | Miguel Ángel Montes | C      | 1               |
| Victoria Racing Team Sur | Dallara F306 | 38 | Miguel Ángel Montes | C      | 8               |

| Icona | Classe        |
| ----- | ------------- |
| A     | Classe A      |
| C     | Copa F306/300 |

- Tutti sono motorizzati FIAT. In corsivo i piloti ospiti, non eleggibili per i punti.

## Risultati e classifiche
| Round | Round | Circuito                | Data         | Pole Position      | GPV               | Vincitore          | Team                  |
| ----- | ----- | ----------------------- | ------------ | ------------------ | ----------------- | ------------------ | --------------------- |
| 1     | G1    | Jarama                  | 3 maggio     | Natacha Gachnang   | Jaime Alguersuari | Jaime Alguersuari  | GTA Motor Competición |
| 1     | G2    | Jarama                  | 4 maggio     |                    | Natacha Gachnang  | Bruno Méndez       | GTA Motor Competición |
| 2     | G1    | Spa                     | 31 maggio    | Will Bratt         | Jonathan Legris   | Nicola de Marco    | RP Motorsport         |
| 2     | R2    | Spa                     | 1º giugno    |                    | Toño Fernández    | Gustavo Yacamán    | Escuderia TEC-Auto    |
| 3     | G1    | Albacete                | 28 giugno    | Germán Sánchez     | Germán Sánchez    | Germán Sánchez     | Campos F3 Racing      |
| 3     | G2    | Albacete                | 29 giugno    |                    | Nil Montserrat    | Nicola de Marco    | RP Motorsport         |
| 4     | R1    | Valencia                | 27 luglio    | Jaime Alguersuari  | Will Bratt        | Jaime Alguersuari  | Campos F3 Racing      |
| 4     | G2    | Valencia                | 27 luglio    |                    | Will Bratt        | Germán Sánchez     | Campos F3 Racing      |
| 5     | G1    | Valencia                | 24 agosto    | Christian Ebbesvik | Natacha Gachnang  | Christian Ebbesvik | Team West-Tec         |
| 6     | G1    | Magny-Cours             | 21 settembre | Máximo Cortés      | Nelson Panciatici | Máximo Cortés      | Q8 Oils Hache Team    |
| 6     | G2    | Magny-Cours             | 21 settembre |                    | Germán Sánchez    | Germán Sánchez     | Campos F3 Racing      |
| 7     | G1    | Ricardo Tormo, Valencia | 27 settembre | Jaime Alguersuari  | Germán Sánchez    | Jaime Alguersuari  | Campos F3 Racing      |
| 7     | G2    | Ricardo Tormo, Valencia | 28 settembre |                    | Germán Sánchez    | Germán Sánchez     | Campos F3 Racing      |
| 8     | G1    | Jerez                   | 18 ottobre   | Adrián Campos Jr.  | Adrián Campos Jr. | Adrián Campos Jr.  | emiliodevillota.com   |
| 8     | G2    | Jerez                   | 19 ottobre   |                    | Víctor García     | Christian Ebbesvik | Team West-Tec         |
| 9     | G1    | Barcellona              | 1º novembre  | Roberto Merhi      | Roberto Merhi     | Roberto Merhi      | Meycom                |
| 9     | G2    | Barcellona              | 2 novembre   |                    | Roberto Merhi     | Roberto Merhi      | emiliodevillota.com   |

### Classifica piloti
- I punti sono assegnati secondo lo schema seguente:

| Sistema di punteggio | Sistema di punteggio | Sistema di punteggio | Sistema di punteggio | Sistema di punteggio | Sistema di punteggio | Sistema di punteggio | Sistema di punteggio | Sistema di punteggio | Sistema di punteggio | Sistema di punteggio | Sistema di punteggio |
| Pos                  | 1°                   | 2°                   | 3°                   | 4°                   | 5°                   | 6°                   | 7°                   | 8°                   | 9°                   | PP                   |                      |
| -------------------- | -------------------- | -------------------- | -------------------- | -------------------- | -------------------- | -------------------- | -------------------- | -------------------- | -------------------- | -------------------- | -------------------- |
| Gara 1               | 13                   | 11                   | 9                    | 6                    | 5                    | 4                    | 3                    | 2                    | 1                    | 1                    |                      |
| Gara 2               | 12                   | 10                   | 8                    | 6                    | 5                    | 4                    | 3                    | 2                    | 1                    | 0                    |                      |

- La griglia di partenza in gara 2 è determinata sui risultati di gara 1, ma l'ordine di partenza dei primi 6 viene cambiato.

| Pos                                      | Pilota              | JAR 1 | JAR 2 | SPA 1 | SPA 2 | ALB 1 | ALB 2 | VSC 1 | VSC 2 | VF1 2 | MAG 1 | MAG 2 | VAL 1 | VAL 2 | JER 1 | JER 2 | CAT 1 | CAT 2 | Punti |
| ---------------------------------------- | ------------------- | ----- | ----- | ----- | ----- | ----- | ----- | ----- | ----- | ----- | ----- | ----- | ----- | ----- | ----- | ----- | ----- | ----- | ----- |
| 1                                        | Germán Sánchez      | 7     | 6     | 19    | 10    | 1     | 8     | 6     | 1     | 8     | 6     | 1     | 6     | 1     | 4     | 3     | SQ    | Rit   | 88    |
| 2                                        | Nelson Panciatici   | 11    | 7     | 4     | 3     | 3     | Rit   | 3     | 2     | 2     | 2     | 5     | 9     | 6     | 9     | 14    | SQ    | 8     | 84    |
| 3                                        | Natacha Gachnang    | 2     | 13    | 12    | 4     | 6     | 4     | 2     | 3     | 9     | 11    | 7     | 2     | 4     | 7     | 5     | Rit   | 11    | 76    |
| 4                                        | Nicola de Marco     | Rit   | Rit   | 1     | 5     | 5     | 1     | 4     | 17    | 4     | 4     | 2     | 15    | 9     | 10    | 6     | 7     | Rit   | 74    |
| 5                                        | Will Bratt          | 5     | 4     | 3     | 24    | 13    | 7     | 12    | 9     | SQ    | 10    | 18    | 10    | 7     | 3     | 2     | 3     | 2     | 67    |
| 6                                        | Bruno Méndez        | 6     | 1     | 6     | 6     | 2     | NC    | Rit   | Rit   | 7     | Rit   | NC    | 5     | 2     | SQ    | 10    | 5     | 3     | 66    |
| 7                                        | Jaime Alguersuari   | 1     | 5     |       |       |       |       | 1     | 4     |       | NC    | NC    | 1     | 3     |       |       |       |       | 60    |
| 8                                        | Adrián Campos Jr.   | NC    | NC    | 15    | 13    | 18    | 20    | Rit   | Rit   | 6     | 3     | 3     | 4     | Ret   | 1     | 4     | 8     | 5     | 58    |
| 9                                        | Gustavo Yacamán     | 10    | NC    | 5     | 1     | 7     | 3     | NC    | 6     | 20    | 7     | 4     | 7     | 5     | 6     | NP    | 18    | 9     | 56    |
| 10                                       | Christian Ebbesvik  | 9     | Rit   | 9     | 8     | 9     | 9     | 13    | 11    | 1     | 8     | 6     | 12    | 13    | 5     | 1     | Rit   | 6     | 49    |
| 11                                       | Jonathan Legris     | 8     | Rit   | 2     | 2     | 10    | 5     | 5     | Rit   | Rit   | Rit   | 13    | 11    | 8     | 2     | Rit   | 11    | 10    | 47    |
| 12                                       | Nil Montserrat      | 4     | 3     | 8     | 7     | 4     | 2     | 7     | Rit   |       |       |       |       |       |       |       |       |       | 38    |
| 13                                       | Roberto Merhi       |       |       |       |       |       |       | 9     | 18    | 3     |       |       |       |       |       |       | 1     | 1     | 36    |
| 14                                       | Celso Míguez        |       |       | 13    | Rit   | 8     | 6     | 8     | 14    | 19    | 5     | 19    | 3     | 10    | Rit   | 12    | 2     | Rit   | 35    |
| 15                                       | Víctor García       | 3     | 2     | 10    | 11    | 16    | 11    | 21    | Rit   | 5     | NC    | 11    | 13    | 15    | SQ    | Rit   | Rit   | 7     | 28    |
| 16                                       | Jimmy Auby          | 22    | 8     | 7     | 9     | 15    | 14    | NP    | Rit   | NC    | 18    | 9     | 8     | 11    | Rit   | 11    | 9     | 12    | 11    |
| 17                                       | Toño Fernández      | 13    | 9     | 20    | 16    | Rit   | 22    | 11    | 5     | 16    | NC    | 14    | 18    | 21    | 15    | 8     |       |       | 8     |
| 18                                       | Qinghua Ma          |       |       |       |       |       |       | 15    | 12    | 12    | 15    | 8     | 22    | 14    | 8     | 7     | Rit   | 14    | 7     |
| 19                                       | Stefano Bizzarri    |       |       |       |       |       |       |       |       |       | Rit   | 12    | 17    | 12    | 14    | Rit   | 4     | 20    | 6     |
| 20                                       | José Alonso Liste   | Rit   | NC    | 24    | 17    | NP    | 16    | 14    | 7     | 10    | 9     | NC    | 14    | 16    | NP    | 13    | 15    | 13    | 5     |
| 21                                       | Augusto Scalbi      |       |       |       |       |       |       | 10    | 8     | 17    |       |       |       |       |       |       | 10    | Rit   | 3     |
| 22                                       | Carmen Jordá        | 18    | 10    | 22    | 18    | 14    | 12    | 19    | 16    | NC    | 14    | 10    | Rit   | 20    | 11    | 9     | 13    | 18    | 1     |
|                                          | Edoardo Piscopo     |       |       | 25    | 22    |       |       |       |       |       |       |       |       |       |       |       |       |       | 0     |
|                                          | Cástor Benítez      | Rit   | Rit   | 17    | 19    | 21    | 17    |       |       | NC    |       |       | 20    | Rit   |       |       |       |       | 0     |
|                                          | Isaac López Navarro |       |       |       |       |       |       |       |       |       |       |       |       |       | Rit   | 18    | 14    | 17    | 0     |
|                                          | José Luis Abadín    | 17    | Rit   | 14    | 15    | 22    | 19    | Rit   | 15    | 15    | 13    | Rit   |       |       |       |       |       |       | 0     |
|                                          | José Luis Ituarte   | 14    | NC    | 21    | Rit   | 17    | 18    | 20    | 10    | 18    | Rit   | 16    | 19    | NP    |       |       |       |       | 0     |
|                                          | Alejandro Núñez     | 16    | NC    |       |       |       |       |       |       |       |       |       |       |       |       |       |       |       | 0     |
|                                          | Sergio Canamasas    | Rit   | NP    | Rit   | 20    |       |       | 16    | 19    | 13    | 16    | Rit   | Rit   | 18    | 13    | 15    | 16    | 15    | 0     |
|                                          | Toni Rubiejo        | 12    | 12    | 18    | 14    |       |       |       |       | Rit   |       |       |       |       |       |       |       |       | 0     |
|                                          | David Fumanelli     |       |       |       |       |       |       |       |       |       | 12    | 17    | Rit   | NP    |       |       |       |       | 0     |
|                                          | Xavi Barrio         | Rit   | 11    | 16    | Rit   | 23    | SQ    | Rit   | Rit   |       |       |       |       |       |       |       |       |       | 0     |
|                                          | Alex Waters         | Rit   | 14    | 11    | 12    | 11    | 10    | 17    | 20    |       |       |       |       |       |       |       |       |       | 0     |
|                                          | Francisco Villar    | 15    | 16    | NP    | 21    | 12    | Rit   | Rit   | NC    | 11    | 17    | 15    | 16    | 19    | NC    | 17    | 12    | 19    | 0     |
|                                          | Samuel Checa        | 19    | NC    |       |       | 19    | 15    | 18    | 13    | Rit   |       |       |       |       |       |       |       |       | 0     |
|                                          | Edgar Fernández     | 20    | NC    | Rit   | 23    | Rit   | 21    | Rit   | NC    | Rit   | Rit   | 21    | 21    | 17    | 12    | 16    | 17    | 16    | 0     |
|                                          | Pedro Quesada       | Rit   | Rit   | 23    | Rit   | 20    | 13    |       |       |       |       |       |       |       |       |       |       |       | 0     |
|                                          | Richard Campollo    |       |       |       |       |       |       |       |       | 14    |       |       |       |       |       |       |       |       | 0     |
|                                          | Miguel Ángel Montes | 21    | 15    |       |       |       |       |       |       |       |       |       |       |       | Ret   | 19    |       |       | 0     |
| piloti ospiti non eleggibili per i punti |                     |       |       |       |       |       |       |       |       |       |       |       |       |       |       |       |       |       |       |
|                                          | Máximo Cortés       |       |       |       |       |       |       |       |       |       | 1     | 20    |       |       |       |       |       |       | 0     |
|                                          | Marcos Martínez     |       |       |       |       |       |       |       |       |       |       |       |       |       |       |       | 6     | 4     | 0     |
| Pos                                      | Pilota              | JAR 1 | JAR 2 | SPA 1 | SPA 2 | ALB 1 | ALB 2 | VSC 1 | VSC 2 | VF1 2 | MAG 1 | MAG 2 | VAL 1 | VAL 2 | JER 1 | JER 2 | CAT 1 | CAT 2 | Punti |

| Colore  | Risultato             |
| ------- | --------------------- |
| Oro     | Vincitore             |
| Argento | 2º posto              |
| Bronzo  | 3º posto              |
| Verde   | Finito a punti        |
| Blu     | Finito senza punti    |
| Viola   | Ritirato (Rit)        |
| Viola   | Non classificato (NC) |
| Rosso   | Non qualificato (NQ)  |
| Nero    | Squalificato (SQ)     |
| Bianco  | Non partito (NP)      |
| Bianco  | Non ha gareggiato     |
| Bianco  | Infortunato (INF)     |
| Bianco  | Escluso (ES)          |
| Bianco  | Gara cancellata (C)   |

### Copa F306/300
| Pos                                      | Pilota              | JAR 1 | JAR 2 | SPA 1 | SPA 2 | ALB 1 | ALB 2 | VSC 1 | VSC 2 | VF1 2 | MAG 1 | MAG 2 | VAL 1 | VAL 2 | JER 1 | JER 2 | CAT 1 | CAT 2 | Punti |
| ---------------------------------------- | ------------------- | ----- | ----- | ----- | ----- | ----- | ----- | ----- | ----- | ----- | ----- | ----- | ----- | ----- | ----- | ----- | ----- | ----- | ----- |
| 1                                        | Natacha Gachnang    | 1     | 8     | 7     | 3     | 3     | 2     | 1     | 2     | 2     | 4     | 2     | 1     | 1     | 3     | 1     | NC    | 5     | 110   |
| 2                                        | Nelson Panciatici   | 5     | 2     | 2     | 2     | 1     | NC    | 2     | 1     | 1     | 2     | 1     | 3     | 2     | 5     | 7     | SQ    | 2     | 109   |
| 3                                        | Jonathan Legris     | 3     | Rit   | 1     | 1     | 4     | 3     | 3     | Rit   | Rit   | Rit   | 7     | 4     | 3     | 1     | NC    | 4     | 4     | 76    |
| 4                                        | Nil Montserrat      | 2     | 1     | 4     | 4     | 2     | 1     | 4     | Rit   |       |       |       |       |       |       |       |       |       | 48    |
| 5                                        | Jimmy Auby          | 14    | 3     | 3     | 6     | 7     | 6     | NP    | Rit   | NC    | 8     | 4     | 2     | 4     | Rit   | 5     | 3     | 6     | 44    |
| 6                                        | José Alonso Liste   | Rit   | NC    | 15    | 10    | NP    | 8     | 8     | 4     | 3     | 3     | NC    | 5     | 7     | NP    | 6     | 8     | 7     | 25    |
| 7                                        | Qinghua Ma          |       |       |       |       |       |       | 9     | 7     | 5     | 6     | 3     | 12    | 6     | 4     | 2     | Rit   | 8     | 24    |
| 8                                        | Carmen Jordá        | 10    | 5     | 13    | 11    | 6     | 4     | 12    | 9     | NC    | 5     | 5     | Rit   | 10    | 6     | 4     | 6     | 11    | 21    |
| 9                                        | Gustavo Yacamán     |       |       |       |       |       |       |       |       |       |       |       |       |       | 2     | NP    | 10    | 3     | 16    |
| 10                                       | Toño Fernández      | 7     | 4     | 11    | 9     | Rit   | 12    | 7     | 3     | 7     | NC    | 8     | 8     | 11    | 9     | 3     |       |       | 16    |
| 11                                       | Francisco Villar    | 9     | 11    | NP    | 13    | 5     | Rit   | Rit   | NC    | 4     | 7     | 9     | 6     | 9     | NC    | 9     | 5     | 12    | 13    |
| 12                                       | Christian Ebbesvik  | 4     | Rit   | 5     | 5     |       |       |       |       |       |       |       |       |       |       |       |       |       | 10    |
| 13                                       | Pedro Quesada       | Rit   | Rit   | 14    | Rit   | 10    | 5     |       |       |       |       |       |       |       |       |       |       |       | 3     |
| 14                                       | Augusto Scalbi      |       |       |       |       |       |       | 6     | 5     | 8     |       |       |       |       |       |       |       |       | 3     |
| 15                                       | Stefano Bizzarri    |       |       |       |       |       |       |       |       |       | Rit   | 6     | 7     | 5     | 8     | Rit   | 1     | 13    | 3     |
| 16                                       | Roberto Merhi       |       |       |       |       |       |       | 5     | 10    |       |       |       |       |       |       |       |       |       | 3     |
|                                          | Xavi Barrio         | Rit   | 6     | 8     | Rit   | 12    | SQ    | Rit   | Rit   |       |       |       |       |       |       |       |       |       | 0     |
|                                          | Cástor Benítez      | Rit   | Rit   | 9     | 12    | 11    | 9     |       |       | NC    |       |       | 10    | Rit   |       |       |       |       | 0     |
|                                          | Isaac López Navarro |       |       |       |       |       |       |       |       |       |       |       |       |       | Rit   | 10    | 7     | 10    | 0     |
|                                          | José Luis Ituarte   | 8     | NC    | 12    | NC    | 8     | 10    | 13    | 6     | 9     | Rit   | 10    | 9     | NP    |       |       |       |       | 0     |
|                                          | Toni Rubiejo        | 6     | 7     | 10    | 8     |       |       |       | NC    | Rit   |       |       |       |       |       |       |       |       | 0     |
|                                          | Alex Waters         | Rit   | 9     | 6     | 7     |       |       | 10    | 11    |       |       |       |       |       |       |       |       |       | 0     |
|                                          | Samuel Checa        | 11    | NC    |       |       | 9     | 7     | 11    | 8     | Rit   |       |       |       |       |       |       |       |       | 0     |
|                                          | Edgar Fernández     | 12    | NC    | Rit   | 14    | Rit   | 11    | Rit   | NC    | Rit   | Rit   | 12    | 11    | 8     | 7     | 8     | 9     | 9     | 0     |
|                                          | Richard Campollo    |       |       |       |       |       |       |       |       | 6     |       |       |       |       |       |       |       |       | 0     |
|                                          | Miguel Ángel Montes | 13    | 10    |       |       |       |       |       |       |       |       |       |       |       | Rit   | 11    |       |       | 0     |
| piloti ospiti non eleggibili per i punti |                     |       |       |       |       |       |       |       |       |       |       |       |       |       |       |       |       |       |       |
|                                          | Marcos Martínez     |       |       |       |       |       |       |       |       |       |       |       |       |       |       |       | 2     | 1     | 0     |
|                                          | Máximo Cortés       |       |       |       |       |       |       |       |       |       | 1     | 11    |       |       |       |       |       |       | 0     |
| Pos                                      | Piloti              | JAR 1 | JAR 2 | SPA 1 | SPA 2 | ALB 1 | ALB 2 | VSC 1 | VSC 2 | VF1 2 | MAG 1 | MAG 2 | VAL 1 | VAL 2 | JER 1 | JER 2 | CAT 1 | CAT 2 | Punti |

| Colore  | Risultato             |
| ------- | --------------------- |
| Oro     | Vincitore             |
| Argento | 2º posto              |
| Bronzo  | 3º posto              |
| Verde   | Finito a punti        |
| Blu     | Finito senza punti    |
| Viola   | Ritirato (Rit)        |
| Viola   | Non classificato (NC) |
| Rosso   | Non qualificato (NQ)  |
| Nero    | Squalificato (SQ)     |
| Bianco  | Non partito (NP)      |
| Bianco  | Non ha gareggiato     |
| Bianco  | Infortunato (INF)     |
| Bianco  | Escluso (ES)          |
| Bianco  | Gara cancellata (C)   |

### Classifica scuderie
| Pos | Team                     | Pts |
| --- | ------------------------ | --- |
| 1   | Campos F3 Racing         | 134 |
| 2   | GTA Motor Competición    | 90  |
| 3   | Q8 Oils Hache Team       | 68  |
| 4   | emiliodevillota.com      | 63  |
| 5   | RP Motorsport            | 59  |
| 6   | Escuderia TEC-Auto       | 53  |
| 7   | Team West-Tec            | 35  |
| 8   | Meycom                   | 25  |
|     | Llusiá Racing            | 0   |
|     | Cetea Sport              | 0   |
|     | Novo Team ECA            | 0   |
|     | Sammy & Zoy              | 0   |
|     | Victoria Racing Team Sur | 0   |